# Teboelosmta
De Teboelosmta (Georgisch: ტებულოს მთა; Teboelos mta, Russisch: Тебулосмта, Tsjetsjeens: Тебул-Мате лам; Teboel-Mate lam) is met 4493 meter de hoogste berg van de oostelijke Grote Kaukasus en de hoogste berg in de Russische autonome republiek Tsjetsjenië.
De berg is gesitueerd op de grens van Tsjetsjenië en Georgië (regio Kacheti), circa 65 kilometer ten oosten van de Kazbek. De berg bezit enkele gletsjers, maar die beslaan geen grote oppervlakte (ongeveer 3 km²). De berg bestaat uit Jurassische leemachtige leisteen en zandsteen.
Aan de zuidhelling van de berg wonen Chevsoeren, die lokaal ook wel worden aangeduid als 'Atsoenten' (Atsoenty).